# Destino: la ciudad
Destino: la ciudad es una telenovela colombiana realizada por FGA Televisión para el Canal Nacional en 1967, la cual fue escrita por Efraín Arce Aragón, producida por Hernán Villa y protagonizada por Judy Henríquez, Álvaro Ruiz y María Eugenia Dávila. Su director fue Luis Eduardo Gutiérrez.
La trama de esta producción -con 45 capítulos emitidos- fue la migración de campesinos a las ciudades en busca de una mejor vida y nuevas oportunidades, dejando de lado la acostumbrada trama rosa de este tipo de programas.

## Reparto
- Judy Henríquez
- Álvaro Ruiz
- María Eugenia Dávila
- Boris Roth
- Dora Cadavid ... Matildita
- Enrique Tobon
- Bernardo Romero Pereiro
- Patricia Grisales
- Rodrigo Carmona
- Lucila de Medina
- Hernando Latorre
- Rey Vásquez
- Numa Pompilio Delgado
- Fernando Corredor
- Ugo Armando